# 走査型透過電子顕微鏡
走査型透過電子顕微鏡（そうさがたとうかでんしけんびきょう、Scanning Transmission Electron Microscope、STEM)）とは透過型電子顕微鏡の１つ。
集束レンズによって細く絞った電子線プローブを試料上で走査し、各々の点での透過電子を検出することで像を得る。
微少領域の電子回折や元素分析が可能。また空間分解能は一般的に、収束した電子線のプローブ径で決まる。

## 明視野と暗視野
STEMには主に、明視野（Brignt Field, BF）と、より高角度に散乱した環状暗視野（Annular Dark Field, ADF）の2種類がある。
TEMとBF-STEMとの間には相反定理が成り立っており、互いの像は類似している。
環状の検出器で明視野を検出する方法が、環状明視野法（Annular Bright Field, ABF）である。
高角度の環状暗視野を検出する方法が、高角度環状暗視野法(High-Angle Annular Dark Field, HAADF)である。物質によって高角度に散乱される電子は主に、熱散漫散乱によるものであり、環状検出器では干渉性の低い散乱電子が支配的に検出される。したがって、HAADF-STEM像のコントラストは主に、試料の厚さと構成原子の原子番号 (Z)に依存する。そのため、HAADF-STEM像はZコントラスト像とも呼ばれる。

## 元素分析・状態分析
エネルギー分散型X線分析（EDS）や電子エネルギー損失分光（EELS）と組み合わせることで局所の元素マッピングや化学状態の分析が可能となる。